# Sandøyna
Ne doit pas être confondu avec Sandøyna (Øygarden).
Sandøyna est une île dans le landskap Sunnhordland du comté de Vestland. Elle appartient administrativement à Øygarden.

## Géographie
Rocheuse et désertique, elle s'étend sur environ 912 m de longueur pour une largeur approximative de 525 m.